# Coupe de Tunisie de football 1968-1969
Navigation
Coupe de Tunisie 1967-1968 Coupe de Tunisie 1969-1970
La Coupe de Tunisie de football 1968-1969 est la 14e édition de la coupe de Tunisie depuis 1956, et la 39e au total. Elle est organisée par la Fédération tunisienne de football (FTF).

## Résultats

### Seizièmes de finale
| Équipe 1                        | Équipe 2                           | Score 90'                    |
| ------------------------------- | ---------------------------------- | ---------------------------- |
| Union sportive tunisienne       | Widad Montfleury Diffusion         | 2 - 1                        |
| Club athlétique bizertin        | Stade gabésien                     | 4 - 2                        |
| Football Club de Jérissa        | Progrès sportif tunisien           | 2 - 2 (qualifié aux corners) |
| Avenir sportif de La Marsa      | Union sportive monastirienne       | 3 - 2                        |
| Club sportif des cheminots      | El Gawafel sportives de Gafsa Ksar | Forfait                      |
| Stade tunisien                  | Jeunesse sportive kairouanaise     | 3 - 0                        |
| Club sportif sfaxien            | Club olympique du Kram             | 3 - 0                        |
| Club africain                   | -                                  | Qualifié d’office            |
| Stade sportif sfaxien           | Étoile sportive du Sahel           | 1 - 0                        |
| Espérance sportive de Tunis     | Club olympique des transports      | 2 - 1                        |
| Olympique de Béja               | Kalâa Sport                        | 4 - 3                        |
| Étoile sportive de Béni Khalled | Stade soussien                     | 3 - 2                        |
| Étoile sportive de Métlaoui     | Océano Club de Kerkennah           | Forfait                      |
| El Makarem de Mahdia            | Union sportive maghrébine          | 3 - 2                        |
| Club sportif de Hammam Lif      | Association sportive de l'Ariana   | 2 - 2 (qualifié aux corners) |
| Sfax railway sport              | La Palme sportive de Tozeur        | 7 - 1                        |

### Huitièmes de finale
| Équipe 1                    | Équipe 2                        | Score 90' |
| --------------------------- | ------------------------------- | --------- |
| Stade tunisien              | Sfax railway sport              | 2 - 1     |
| Club sportif de Hammam Lif  | Club sportif sfaxien            | 2 - 1     |
| Espérance sportive de Tunis | Club sportif des cheminots      | 2 - 1     |
| Club africain               | Football Club de Jérissa        | 1 - 0     |
| Étoile sportive de Métlaoui | Stade sportif sfaxien           | 2 - 2     |
| Avenir sportif de La Marsa  | Club athlétique bizertin        | 2 - 1     |
| Union sportive tunisienne   | Olympique de Béja               | 3 - 0     |
| El Makarem de Mahdia        | Étoile sportive de Béni Khalled | 4 - 2     |
| Stade sportif sfaxien       | Étoile sportive de Métlaoui     | 1 - 0     |

### Quarts de finale
| Équipe 1                    | Équipe 2                   | Score 90' |
| --------------------------- | -------------------------- | --------- |
| Stade tunisien              | Avenir sportif de La Marsa | 2 - 0     |
| El Makarem de Mahdia        | Union sportive tunisienne  | 2 - 0     |
| Club africain               | Stade sportif sfaxien      | 1 - 0     |
| Espérance sportive de Tunis | Club sportif de Hammam Lif | 2 - 0     |

### Demi-finales
| Date | Équipe 1                    | Équipe 2             | Score 90' |
| ---- | --------------------------- | -------------------- | --------- |
|      | Club africain               | Stade tunisien       | 4 - 2     |
|      | Espérance sportive de Tunis | El Makarem de Mahdia | 2 - 0     |

### Finale
| Date            | Équipe 1      | Équipe 2                    | Score 90' |
| --------------- | ------------- | --------------------------- | --------- |
| 13 juillet 1969 | Club africain | Espérance sportive de Tunis | 2 - 0     |

Les buts sont marqués par Abderrahmane Rahmouni (30e min.) et Tahar Chaïbi (54e min.). La finale est arbitrée par Mhammed Touati, secondé par Abderrazak Bessaoudia et Mohamed Kadri.
Les formations alignées sont :
- Club africain (entraîneur : André Nagy) : Sadok Sassi - Mohamed Bennour, Taoufik Klibi, Ali Retima, Mrad Hamza, Jalloul Chaoua, Ahmed Bouajila, Abderrahmane Rahmouni, Tahar Chaïbi, Mohamed Salah Jedidi, Salah Chaoua
- Espérance sportive de Tunis (entraîneur : Abderrahmane Ben Ezzedine) : Mokhtar Gabsi - Larbi Gueblaoui, Hamadi Touati, Slah Jeridi (puis Mohamed Ali Hammoudia), Ridha Akacha, Raouf Meddeb, Chedly Laaouini, Abdelmajid Ben Mrad, Noureddine Diwa, Abdeljabar Machouche (puis El Kamel Ben Abdelaziz), Mohamed Torkhani

## Meilleurs buteurs
Mohamed Kerrit (Stade tunisien) est le meilleur buteur de l’édition avec sept buts, suivi d'Ezzedine Chakroun (SRS) avec cinq buts, et de Mustapha Hammouda (EMM) avec quatre buts.